# Neogloboquadrina pachyderma
Espèce
Neogloboquadrina pachyderma est une espèce de foraminifères découverte par Christian Gottfried Ehrenberg en 1861.

## Écologie
L'espèce présente une tolérance assez large de conditions de vie, mais apprécie les eaux froides et denses, avec un faible gradient vertical de température ainsi que des variations saisonnières limitées — ce qui situe son meilleur habitat aux latitudes sub-polaires à polaires. On le trouve en faibles quantités dans les eaux tropicales et subtropicales.
En captant le carbone sous forme de CaCO3, l'espèce joue un rôle dans les fonctions de puits de carbone de l'océan.

## Description
L'enroulement de la coquille (ou test) de Neogloboquadrina pachyderma dépend de la température de l'eau de surface:
- enroulement senestre (vers la gauche) dans des eaux de surface froides — habitat subpolaire à polaire ;
- enroulement dextre (vers la droite) dans des eaux de surface chaudes — habitat tropical à subtropical.

La forme dextrogyre (enroulement dextre) peut-être considérée comme une sous-population évoluant dans des conditions non-optimales. C'est un bon indicateur de densités inférieures à 25.5 kg/m3.

## Bio-indicateur

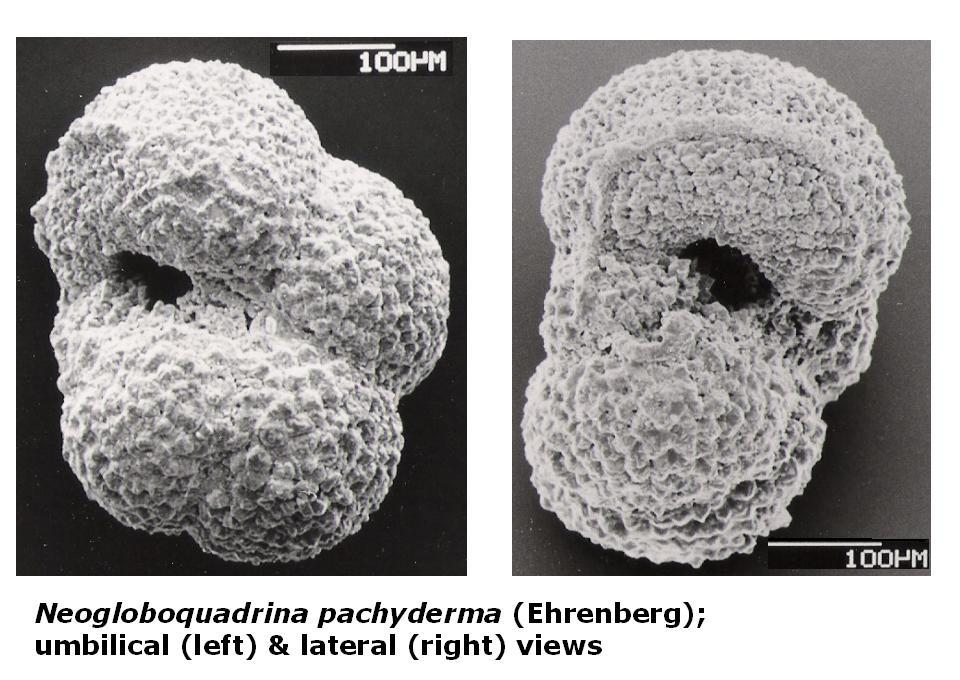
Forme fossile (pliocène)

Ses propriétés indicatrices en font un allié précieux des climatologues. En effet, l'observation des populations fossiles permet d'obtenir une évaluation assez précise de la densité et de la température de l'eau de mer dans laquelle évoluaient les individus.